# Чекмагуш (река)
Чекмагуш — река в России, протекает в Республике Башкортостан. Устье находится на 25-м км реки Калмашка. Длина — 17 км.

## Данные водного реестра
По данным государственного водного реестра России относится к Камскому бассейновому округу, водохозяйственный участок реки — Белая от города Уфа до города Бирск, речной подбассейн реки — Белая. Речной бассейн реки — Кама.
По данным геоинформационной системы водохозяйственного районирования территории РФ, подготовленной Федеральным агентством водных ресурсов:
- Код водного объекта в государственном водном реестре — 10010201512111100025361
- Код по гидрологической изученности (ГИ) — 111102536
- Код бассейна — 10.01.02.015
- Номер тома по ГИ — 11
- Выпуск по ГИ — 1